# Hành lang thành phố Quebec-Windsor
Hành lang thành phố Quebec-Windsor là khu vực tập trung đông dân nhất và công nghiệp hóa cao của Canada. Như tên gọi của nó, nó kéo dài từ thành phố Quebec ở phía đông đến Windsor, Ontario ở phía tây, trải dài 1.150 km (710 dặm). Với hơn 18 triệu người, nó chứa 51% dân số của đất nước và ba trong 4 vùng đô thị lớn nhất của Canada theo điều tra dân số năm 2001. Trong tầm quan trọng tương đối của nó đến cơ sở hạ tầng kinh tế và chính trị của đất nước, nó có nhiều điểm tương đồng với Northeast megalopolis Đông Bắc Hoa Kỳ. Tên lần đầu tiên được phổ biến rộng rãi bởi tuyến Via Rail, chuyên chở hành khách bằng đường sắt thường xuyên trong Hành lang thành phố Quebec-Windsor trên tuyến đường của nó có tên là "Hành lang".

## Địa lý
Hành lang này kéo dài từ thành phố Quebec, Quebec ở đông bắc đến Windsor, Ontario ở tây nam, chạy theo hướng bắc của sông Saint Lawrence, hồ Ontario và hồ Erie. 
Các khu vực đô thị chính dọc theo hành lang bao gồm: 
- Toronto
- Montreal
- Ottawa
- Mississauga
- Thành phố Quebec
- Hamilton
- London
- Kitchener-Waterloo
- St. Catharines
- Oshawa
- Windsor
- Sherbrooke
- Trois-Rivières

Các khu vực đô thị đáng kể khác gồm có: Lévis, Cornwall, Brockville, Kingston, Belleville, Niagara Falls, Chatham–Kent, Sherbrooke, Laval, Gatineau, Peterborough, Guelph, Brantford, Barrie, và Sarnia.